# Kathleen Bertko
Pour les articles homonymes, voir Bertko.
Kathleen Bertko, née le 8 novembre 1983, est une rameuse américaine .

## Palmarès

### Championnats du monde
| Discipline         | Poznań 2009 Pologne | Chungju 2013 Corée du Sud | Amsterdam 2014 Pays-Bas | Aiguebelette 2015 France |
| ------------------ | ------------------- | ------------------------- | ----------------------- | ------------------------ |
| Skiff, pl          |                     |                           | Bronze                  | Bronze                   |
| Deux de couple, pl |                     | Argent                    |                         |                          |
| Quatre de couple   | Argent              |                           |                         |                          |